# Anapistula
Anapistula is een geslacht van spinnen uit de familie Symphytognathidae.

## Soorten
- Anapistula appendix Tong & Li, 2006
- Anapistula aquytabuera Rheims & Brescovit, 2003
- Anapistula ataecina Cardoso & Scharff, 2009
- Anapistula australia Forster, 1959
- Anapistula ayri Rheims & Brescovit, 2003
- Anapistula bebuia Rheims & Brescovit, 2003
- Anapistula benoiti Forster & Platnick, 1977
- Anapistula bifurcata Harvey, 1998
- Anapistula boneti Forster, 1958
- Anapistula caecula Baert & Jocqué, 1993
- Anapistula cuttacutta Harvey, 1998
- Anapistula guyri Rheims & Brescovit, 2003
- Anapistula ishikawai Ono, 2002
- Anapistula jerai Harvey, 1998
- Anapistula orbisterna Lin, Pham & Li, 2009
- Anapistula pocaruguara Rheims & Brescovit, 2003
- Anapistula secreta Gertsch, 1941
- Anapistula seychellensis Saaristo, 1996
- Anapistula tonga Harvey, 1998
- Anapistula troglobia Harvey, 1998
- Anapistula ybyquyra Rheims & Brescovit, 2003